# Green Acres
Green Acres és una concentració de població designada pel cens dels Estats Units a l'estat de Washington. Segons el cens del 2000 tenia 5.158 habitants.

## Demografia
Segons el cens del 2000, Green Acres tenia 5.158 habitants, 2.021 habitatges, i 1.414 famílies. La densitat de població era de 599,9 habitants per km².
Dels 2.021 habitatges en un 33,2% hi vivien nens de menys de 18 anys, en un 56,2% hi vivien parelles casades, en un 10,3% dones solteres, i en un 30% no eren unitats familiars. En el 24,6% dels habitatges hi vivien persones soles el 8,8% de les quals corresponia a persones de 65 anys o més que vivien soles. El nombre mitjà de persones vivint en cada habitatge era de 2,55 i el nombre mitjà de persones que vivien en cada família era de 3,04.
Per edats la població es repartia de la següent manera: un 26,8% tenia menys de 18 anys, un 6,5% entre 18 i 24, un 28,9% entre 25 i 44, un 24,6% de 45 a 60 i un 13,1% 65 anys o més.
L'edat mediana era de 38 anys. Per cada 100 dones de 18 o més anys hi havia 93,6 homes.
La renda mediana per habitatge era de 36.290 $ i la renda mediana per família de 38.839 $. Els homes tenien una renda mediana de 32.488 $ mentre que les dones 22.361 $. La renda per capita de la població era de 15.494 $. Aproximadament el 7% de les famílies i el 10,5% de la població estaven per davall del llindar de pobresa.

## Poblacions més properes
El següent diagrama mostra les poblacions més properes.